# Kassita (mineral)
La kassita es un mineral óxido de composición CaTi2O4(OH)2.
Debe su nombre al académico Nikolai Grigorevich Kassin (1885–1949), geólogo que descubrió el macizo de Afrikanda en el norte de Rusia.

## Propiedades
La kassita es un mineral translúcido, de color rojo parduzco, amarillo pálido o incoloro, y lustre adamantino.
Es quebradizo, de dureza 5 en la escala de Mohs y densidad 3,42 g/cm³. Es paramagnético e insoluble en ácidos.
Cristaliza en el sistema monoclínico, clase prismática (2/m).
Su contenido elemental es de un 39% de titanio y un 16,5% de calcio; como componentes menores puede contener cromo (1,6%), magnesio y hierro. La correspondiente fórmula empírica es Ca0.97Ti1.91Cr0.07Mg0.03Fe2+0.01V5+0.01O3.87(OH)2.03·0.16(H2O).

## Morfología y formación
La kassita forma cristales de seis lados, aplanados en {010}, y rosetas de cristales laminares, de hasta 0,5 mm.
También puede formar pequeñas esférulas. Son habituales las maclas, en {101} y {181}.
Se ha encontrado este mineral en cavidades miarolíticas en pegmatitas alcalinas —en el macizo de Afrikanda— así como en
nefelinas sienitas.
Suele estar asociado a cafetita, perovskita, titanita, rutilo e ilmenita.

## Yacimientos
La localidad tipo de este mineral está en el complejo de Afrikanda, macizo ultrabásico alcalino en el óblast de Múrmansk (Rusia). Este emplazamiento es también localidad tipo de la anzaíta-(Ce), cafetita y zirconolita.
En este mismo país se ha encontrado kassita en el macizo de Jibiny y en el óblast de Perm (Urales medios).
Estados Unidos cuenta con depósitos en Magnet Cove (Arkansas) y Josephine Creek (Oregón). En Europa se ha encontrado este mineral óxido en Val di Serra (Ala, Italia) —en una cantera abandonada de mármol de brucita— y en Aggtelek (Hungría).